# Nucula delphinodonta
Nucula delphinodonta – gatunek małża należącego do podgromady pierwoskrzelnych.
Muszla wielkości mniejszej niż 0,5 cm. Kształtu ukośnie trójkątnego. Kolor muszli zielono-oliwkowy.
Siedliskiem są umiarkowanie płytkie wody. Żyje w mule. Są rozdzielnopłciowe, bez zaznaczonych różnic płciowych w budowie muszli. Odżywiają się planktonem oraz detrytusem.
Występuje w Ameryce Północnej na terenie USA i Kanady od Labradoru do Marylandu.